# Pridiyathorn Devakula
Pridiyathorn Devakula (en tailandés: ปรีดิยาธร เทวกุล) (Bangkok, 15 de julio de 1947), ha sido el gobernador del Banco de Tailandia desde 2001. Después del golpe de Estado de septiembre de 2006, se especuló que podría ser designado el primer ministro de Tailandia por la junta militar dirigente, el Consejo para la Reforma Democrática bajo la Monarquía Constitucional. El 8 de octubre de 2006 fue elegido vice primer ministro y Ministro de Finanzas del gobierno interino, puesto del que dimitió en febrero de 2007.
Pridiyathorn curso sus estudios superiores en la Universidad de Thammasat, Bangkok, y en la Wharton Business School de la Universidad de Pensilvania, Estados Unidos, donde obtuvo un MBA. Desde 1971 hasta 1990 trabajó para el Banco Kasikorn, llegando a ser Vicepresidente Ejecutivo. En 1990 fue nombrado portavoz oficial del primer ministro Chatichai Choonhavan. En los gobiernos de Anand Panyarachun y Suchinda Kraprayoon (1991-92) fue Viceministro de Comercio. En 1992 fue designado miembro del Senado de Tailandia hasta 1993. Ese año dirigió la división de Exportación-Importación del Banco de Tailandia, y en mayo de 2001 fue designado Gobernador del mismo.
Durante 2004 se vio envuelto en dificultades al acusar a los titulares de otra entidad bancaria -el Krung Thai Bank Public Company Limited- de haber concedido préstamos por importe de cuarenta mil millones de bath de dudosa garantía vinculados al magnate de medios de comunicación y controvertido periodista Sondhi Limthongkul que hasta ese momento había estado vinculado con el primer ministro Thaksin Shinawatra. Al final el criterio Dewaluka se impuso, produciéndose un alejamiento de la política de apoyo al gobierno de Limthongkul al ser recalificados los créditos.
Dos días después del golpe que depuso a Thaksin Shinawatra, el diario tailandés The Nation indicó que Dewaluka era uno de los candidatos propuestos para ocupar la jefatura del poder ejecutivo por la Junta Militar. aunque finalmente fue elegido el general Surayud Chulanont, quien lo nombró vice primer ministro y Ministro de Finanzas en el gobierno interino.
Presentó su dimisión del gobierno el 28 de febrero de 2007, según unas versiones por desavenencias con el gobierno en su política de autosuficiencia económica que defendía Somkid Jatusripitak en el comité creado por el rey Bhumibol Adulyadej poco antes. Otras fuentes aseguraron que la dimisión obedecía a intereses económicos. Fue sustituido por Paiboon Wattanasiritham.